# Буланиха (Плешковский сельсовет)
Буланиха — посёлок при станции Буланиха, официально станция (тип населённого пункта), в Зональном районе Алтайского края России. Входит в состав Плешковского сельсовета.

## История
Посёлок возник благодаря строительству в 1910-х годах железнодорожной линии Барнаул — Семипалатинск Алтайской железной дороги.

## География
Посёлок находится в юго-восточной части региона, в пределах Бийско-Чумышской возвышенности, у реки Буланёнок, при станции Буланиха.
Климат
Климат умеренно континентальный. Средняя температура января: −18,2 °C, июля: +18,9 °C. Годовое количество атмосферных осадков: 518 мм..

## Население
| 1997 | 1998 | 1999 | 2000 | 2001 | 2002 | 2003 | 2004 | 2005 |
| ---- | ---- | ---- | ---- | ---- | ---- | ---- | ---- | ---- |
| 202  | ↗213 | ↘209 | ↘200 | ↘199 | ↗209 | ↘198 | →198 | ↘187 |
| 2006 | 2007 | 2008 | 2009 | 2010 | 2011 | 2012 | 2013 |      |
| ↗192 | ↘187 | ↘180 | ↘179 | ↘170 | →170 | →170 | ↘169 |      |

Национальный состав
Согласно результатам переписи 2002 года, в национальной структуре населения русские составляли 98 % от 223 чел.

## Инфраструктура
Путевое хозяйство Западно-Сибирской железной дороги.
Социальные услуги жители получают в ближайших населённых пунктах.

## Транспорт
Посёлок доступен автомобильным и железнодорожным транспортом.
Проходит автодорога регионального значения «Буланиха — станция Буланиха — Боровлянка — Уткино — Клепиково — река Обь» (идентификационный номер 01 ОП РЗ 01К-58).